# Idiko Erasitechniko Protathlema 1977
L'Idiko Erasitechniko Protathlema 1977 è la 10ª edizione delle qualificazioni alla Beta Ethniki.

## Gruppo 1

### Squadre partecipanti
| Squadra                  | Città          |
| ------------------------ | -------------- |
| Aspis Xanthi             | Xanthi         |
| Ethnikos Alexandroupolis | Alessandropoli |
| Iraklis Mavrovatos       | Drama          |
| Makedonikos              | Neapoli        |
| Makedonikos Siatistas    | Siatista       |
| Orfeas Eleftheroupolis   | Eleftheroupoli |

### Classifica
|  | Pos. | Squadra                  | Pt | G | V | N | P | GF | GS | DR |
|  | ---- | ------------------------ | -- | - | - | - | - | -- | -- | -- |
|  | 1.   | Makedonikos              | 16 | ? | ? | ? | ? | ?  | ?  | ?  |
|  | 2.   | Ethnikos Alexandroupolis | 15 | ? | ? | ? | ? | ?  | ?  | ?  |
|  | 3.   | Makedonikos Siatistas    | 12 | ? | ? | ? | ? | ?  | ?  | ?  |
|  | 4.   | Iraklis Mavrovatos       | 7  | ? | ? | ? | ? | ?  | ?  | ?  |
|  | 5.   | Orfeas Eleftheroupolis   | 4  | ? | ? | ? | ? | ?  | ?  | ?  |
|  | 6.   | Aspis Xanthi             | 4  | ? | ? | ? | ? | ?  | ?  | ?  |

Legenda:

      Ammesse in Beta Ethniki 1977-1978

## Gruppo 2

### Squadre partecipanti
| Squadra            | Città       |
| ------------------ | ----------- |
| Agrotikos Asteras  | Salonicco   |
| Akritas Drama      | Drama       |
| Aris Skotoussas    | Skotousa    |
| Edessaïkos         | Edessa      |
| Nestos Chrysoupoli | Chrysoupoli |
| Ptolemeos          | Ptolemaida  |

### Classifica
|  | Pos. | Squadra            | Pt | G | V | N | P | GF | GS | DR |
|  | ---- | ------------------ | -- | - | - | - | - | -- | -- | -- |
|  | 1.   | Edessaïkos         | 18 | ? | ? | ? | ? | ?  | ?  | ?  |
|  | 2.   | Agrotikos Asteras  | 11 | ? | ? | ? | ? | ?  | ?  | ?  |
|  | 3.   | Ptolemeos          | 9  | ? | ? | ? | ? | ?  | ?  | ?  |
|  | 4.   | Akritas Drama      | 8  | ? | ? | ? | ? | ?  | ?  | ?  |
|  | 5.   | Nestos Chrysoupoli | 7  | ? | ? | ? | ? | ?  | ?  | ?  |
|  | 6.   | Aris Skotoussas    | 7  | ? | ? | ? | ? | ?  | ?  | ?  |

Legenda:

      Ammesse in Beta Ethniki 1977-1978

## Gruppo 3

### Squadre partecipanti
| Squadra             | Città     |
| ------------------- | --------- |
| Anthoupoli Larissa  | Larissa   |
| Ethnikos Axioupolis | Axioupoli |
| Filippos Melikis    | Meliki    |
| Nea Moudania        | Moudania  |
| Preveza             | Preveza   |
| Thyella Serron      | Serres    |

### Classifica
|  | Pos. | Squadra             | Pt | G | V | N | P | GF | GS | DR |
|  | ---- | ------------------- | -- | - | - | - | - | -- | -- | -- |
|  | 1.   | Thyella Serron      | 14 | ? | ? | ? | ? | ?  | ?  | ?  |
|  | 2.   | Preveza             | 12 | ? | ? | ? | ? | ?  | ?  | ?  |
|  | 3.   | Anthoupoli Larissa  | 10 | ? | ? | ? | ? | ?  | ?  | ?  |
|  | 4.   | Ethnikos Axioupolis | 9  | ? | ? | ? | ? | ?  | ?  | ?  |
|  | 5.   | Filippos Melikis    | 9  | ? | ? | ? | ? | ?  | ?  | ?  |
|  | 6.   | Nea Moudania        | 6  | ? | ? | ? | ? | ?  | ?  | ?  |

Legenda:

      Ammesse in Beta Ethniki 1977-1978

## Gruppo 4

### Squadre partecipanti
| Squadra               | Città          |
| --------------------- | -------------- |
| Atromitos Diavatos    | Diavatos       |
| Elassona              | Elassona       |
| Karditsa              | Karditsa       |
| Kerkyra               | Corfù          |
| Megala Kalyvia        | Megala Kalyvia |
| Proodeftiki Peramatos | Perama         |

### Classifica
|  | Pos. | Squadra               | Pt | G | V | N | P | GF | GS | DR |
|  | ---- | --------------------- | -- | - | - | - | - | -- | -- | -- |
|  | 1.   | Elassona              | 15 | ? | ? | ? | ? | ?  | ?  | ?  |
|  | 2.   | Karditsa              | 14 | ? | ? | ? | ? | ?  | ?  | ?  |
|  | 3.   | Kerkyra               | 14 | ? | ? | ? | ? | ?  | ?  | ?  |
|  | 4.   | Atromitos Diavatos    | 11 | ? | ? | ? | ? | ?  | ?  | ?  |
|  | 5.   | Proodeftiki Peramatos | 0  | ? | ? | ? | ? | ?  | ?  | ?  |
|  | 6.   | Megala Kalyvia        | 0  | ? | ? | ? | ? | ?  | ?  | ?  |

Legenda:

      Ammesse in Beta Ethniki 1977-1978

## Gruppo 5

### Squadre partecipanti
| Squadra                 | Città              |
| ----------------------- | ------------------ |
| Aris Agios Konstantinos | Agios Konstantinos |
| Aris Patrasso           | Patrasso           |
| Chalkis                 | Calcide            |
| Chios                   | Chio               |
| Rigas Feraios           | Velestino          |
| Thiva                   | Tebe               |

### Classifica
|  | Pos. | Squadra                 | Pt | G | V | N | P | GF | GS | DR |
|  | ---- | ----------------------- | -- | - | - | - | - | -- | -- | -- |
|  | 1.   | Chalkis                 | 17 | ? | ? | ? | ? | ?  | ?  | ?  |
|  | 2.   | Rigas Feraios           | 13 | ? | ? | ? | ? | ?  | ?  | ?  |
|  | 3.   | Thiva                   | 10 | ? | ? | ? | ? | ?  | ?  | ?  |
|  | 4.   | Aris Patrasso           | 9  | ? | ? | ? | ? | ?  | ?  | ?  |
|  | 5.   | Chios                   | 6  | ? | ? | ? | ? | ?  | ?  | ?  |
|  | 6.   | Aris Agios Konstantinos | 5  | ? | ? | ? | ? | ?  | ?  | ?  |

Legenda:

      Ammesse in Beta Ethniki 1977-1978

## Gruppo 6

### Squadre partecipanti
| Squadra           | Città      |
| ----------------- | ---------- |
| Asteras Amaliada  | Amaliada   |
| Doxa Magoula      | Magoula    |
| Eolikos Mytilenes | Mitilene   |
| Mesolongi         | Missolungi |
| Messiniakos       | Calamata   |
| Panaigialeios     | Egio       |

### Classifica
|  | Pos. | Squadra           | Pt | G | V | N | P | GF | GS | DR |
|  | ---- | ----------------- | -- | - | - | - | - | -- | -- | -- |
|  | 1.   | Mesolongi         | 17 | ? | ? | ? | ? | ?  | ?  | ?  |
|  | 2.   | Asteras Amaliada  | 16 | ? | ? | ? | ? | ?  | ?  | ?  |
|  | 3.   | Messiniakos       | 9  | ? | ? | ? | ? | ?  | ?  | ?  |
|  | 4.   | Eolikos Mytilenes | 9  | ? | ? | ? | ? | ?  | ?  | ?  |
|  | 5.   | Panīleiakos       | 9  | ? | ? | ? | ? | ?  | ?  | ?  |
|  | 6.   | Doxa Magoula      | 0  | ? | ? | ? | ? | ?  | ?  | ?  |

Legenda:

      Ammesse in Beta Ethniki 1977-1978

## Gruppo 7

### Squadre partecipanti
| Squadra               | Città           |
| --------------------- | --------------- |
| Agios Dimitrios       | Agios Dimitrios |
| Drapetsona            | Drapetsona      |
| Ionia Chania          | Chania          |
| Neos Asteras Rethymno | Rethymno        |
| Olympiakos Loutraki   | Loutraki        |

### Classifica
|  | Pos. | Squadra               | Pt | G | V | N | P | GF | GS | DR |
|  | ---- | --------------------- | -- | - | - | - | - | -- | -- | -- |
|  | 1.   | Agios Dimitrios       | 13 | ? | ? | ? | ? | ?  | ?  | ?  |
|  | 2.   | Olympiakos Loutraki   | 10 | ? | ? | ? | ? | ?  | ?  | ?  |
|  | 3.   | Ionia Chania          | 9  | ? | ? | ? | ? | ?  | ?  | ?  |
|  | 4.   | Drapetsona            | 8  | ? | ? | ? | ? | ?  | ?  | ?  |
|  | 5.   | Neos Asteras Rethymno | 0  | ? | ? | ? | ? | ?  | ?  | ?  |

Legenda:

      Ammesse in Beta Ethniki 1977-1978

## Gruppo 8

### Squadre partecipanti
| Squadra          | Città      |
| ---------------- | ---------- |
| Acharnaïkos      | Acharnes   |
| Doxa Megalopolis | Megalopoli |
| Ergotelīs        | Candia     |
| Iōnikos          | Nikea      |
| Pannafpliakos    | Nauplia    |
| Vathy Samo       | Vathy      |

### Classifica
|  | Pos. | Squadra          | Pt | G | V | N | P | GF | GS | DR  |
|  | ---- | ---------------- | -- | - | - | - | - | -- | -- | --- |
|  | 1.   | Iōnikos          | 16 | ? | ? | ? | ? | 29 | 4  | +25 |
|  | 2.   | Acharnaïkos      | 16 | ? | ? | ? | ? | 31 | 6  | +25 |
|  | 3.   | Ergotelīs        | 13 | ? | ? | ? | ? | ?  | ?  | ?   |
|  | 4.   | Pannafpliakos    | 8  | ? | ? | ? | ? | ?  | ?  | ?   |
|  | 5.   | Doxa Megalopolis | 6  | ? | ? | ? | ? | ?  | ?  | ?   |
|  | 6.   | Vathy Samo       | 1  | ? | ? | ? | ? | ?  | ?  | ?   |

Legenda:

      Ammesse in Beta Ethniki 1977-1978